# 당오전

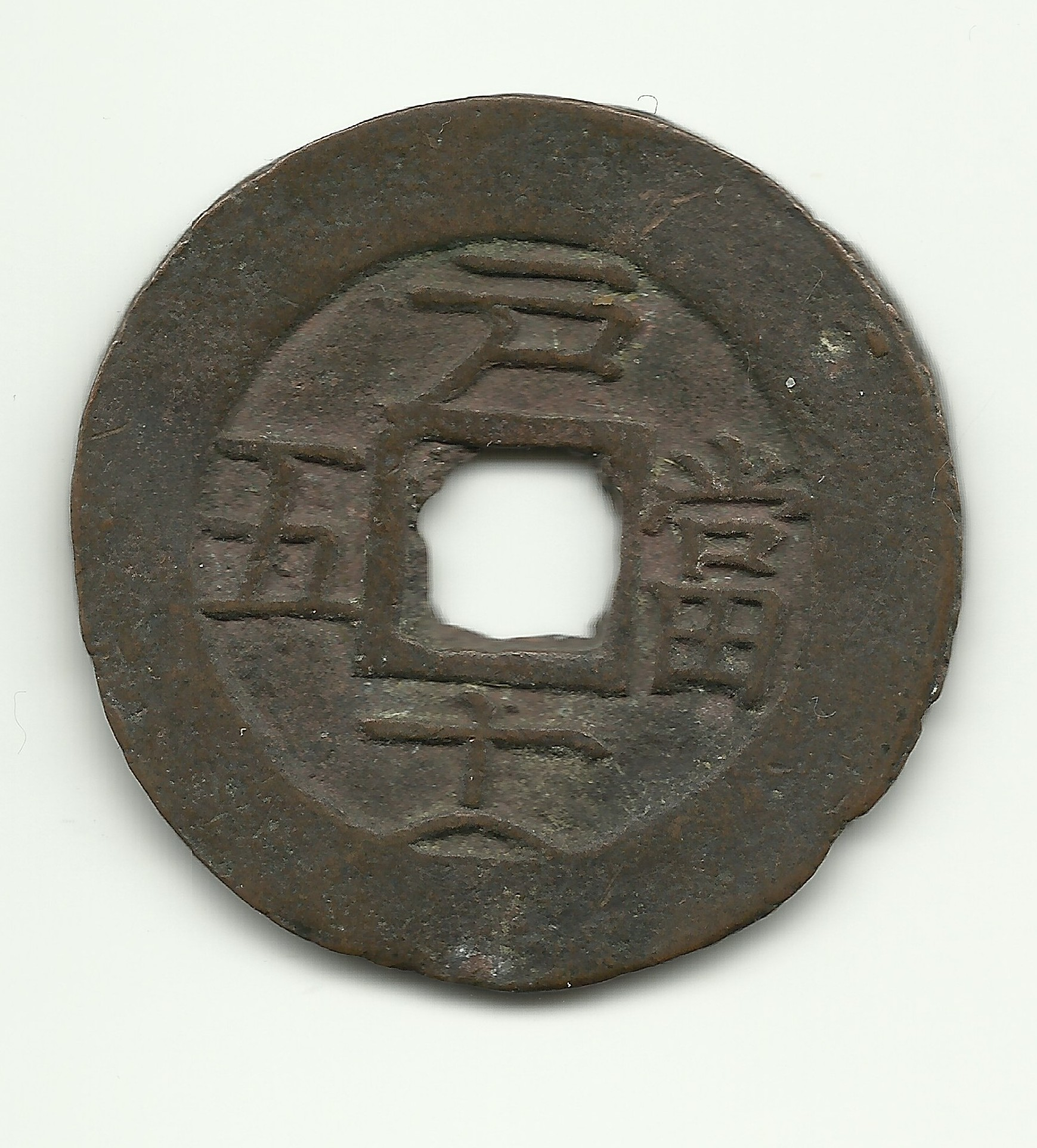

당오전(當五錢)은 1883년부터 1894년까지 조선에서 사용되었던 동전이다.
당오전 동전 한 개의 명목가치가 상평통보 동전 다섯 배이나, 시중에서는 상평통보 한 개와 동일한 가치로 통용되었다. 1883년 3월 1일 (고종 20)에 영의정 홍순목과 묄렌도르프 건의로 고종은 왕실 재정의 적자를 충당하기 위하여 서울주전소, 강화도주전소, 평양주전소에서 당오전을 주조하였다. 1894년 군국기무처에서 새로 화폐를 제정할 때까지 사용하였다. 당오전 발행에 따른 1882년에서 1884년까지 물가 상승은 평균 8배에 달했다. 소금 1석은 5냥에서 40냥으로 올랐다. 당오전 발행 전에는 은화 1원이 3 냥에 교환되었는데, 당오전 발행 후에는 은화 1원당 20냥이었다.  1876년 개항 전후 전국의 상평통보 동전 유통은 2000만 냥 전후였으나, 1894년까지 당오전 발행 규모는 5000만 냥으로 추정된다.
1866년 10월 김병학의 건의로 대원군이 경복궁 중건을 목적으로 부족한 국가 재정을 채우기 위하여 이듬해까지 당백전을 주조하였을 때, 당시 화폐가치가 20% 이상 떨어지는 부작용이 있었던 것을 김옥균이 고종에게 말하였으나, 고종은 묄렌도르프에게 당오전 발행과 차관 도입을, 김옥균에게 차관 도입을 지시하였다.

## 같이 보기
- 한국은행

## 참고 자료
- 이 문서에는 다음커뮤니케이션(현 카카오)에서 GFDL 또는 CC-SA 라이선스로 배포한 글로벌 세계대백과사전의 〈〈왕권의 재확립과 쇄국책〉〉 항목을 기초로 작성된 글이 포함되어 있습니다.